# Die neue Prophezeiung der Maya
Die neue Prophezeiung der Maya (englischer Originaltitel End of the World) ist ein kanadisch-US-amerikanischer Katastrophenfernsehfilm aus dem Jahr 2013.

## Handlung
Owen Stokes und seine beiden Freunde Steve Palmer und der junge Leonard arbeiten in einer Videothek und haben während dieser Zeit alle Katastrophenfilme der letzten 25 Jahre gesehen. Tatsächlich ereilt sie der Tag, an dem die USA von verheerenden Naturkatastrophen wie Erdbeben und Meteoritenschauern heimgesucht werden. Außerdem wird die Erde von einer mysteriösen Plasmaschicht bedroht.
Owen ist nicht gewillt, in seiner Videothek abzuwarten, sondern will selbst etwas tun. Gemeinsam mit Steve kommt er auf die Idee, dass nur der Autor von verschiedenen Katastrophen- und Science-Fiction-Büchern, Dr. Walter Brown, bei der Abwehr der Gefahren helfen kann. Diesem schreiben sie aufgrund seiner erfolgreichen Romane die Fähigkeit zu, eine Lösung für das Desaster zu finden.
Schon bald stellt sich allerdings heraus, dass Dr. Brown sich im geschlossenen Bereich einer psychiatrischen Klinik befindet. Die beiden müssen ihn daher aus der Heileinrichtung befreien.

## Hintergrund
Der Film wurde in Maple Ridge, Squamish und Vancouver gedreht.

## Rezeption
„(Fernseh-)Weltuntergangsparodie, die handwerkliche und erzählerische Schwächen weitgehend durch das geschickte Spiel mit Zitaten ausgleicht.“

Kino.de beurteilt den Film als Parodie auf Exploitationfilme über das Ende der Welt, die auch als ernsthafter Exploitationfilm über das Ende der Welt funktioniert.